# Вільхова (Коростенський район)
Вільхова́ (Ольхова, Ольховка) — село в Україні, у Народицькій селищній територіальній громаді Коростенського району Житомирської області. Населення становить 5 осіб (2001). У 1941—44 роках — центр сільської управи.

## Населення
Відповідно до результатів перепису населення СРСР, кількість населення, станом на 12 січня 1989 року, становила 34 особи. Станом на 5 грудня 2001 року, відповідно до перепису населення України, кількість мешканців села становила 5 осіб.

## Історія
До 1923 року хутір входив до складу Христинівської волості Овруцького повіту Волинської губернії. У 1923 році х. Ольхова включено до складу новоствореної Новорадчанської сільської ради, яка 7 березня 1923 року увійшла до складу новоутвореного Овруцького району Корстенської округи. Розміщувався за 45 верст від районного центру, м. Овруч, та 3 версти — від центру сільської ради, с. Нова Радча. Чисельність населення, разом із хуторами Запрудище та Ровба, становила 416 осіб, дворів — 81.
21 серпня 1924 року, в складі сільської ради, переданий до Народицького району Коростенської округи. У 1941—44 роках — центр сільської управи. За довідником адмінустрою 1946 року — хутір Вільхова Новорадчанської сільської ради Наодицького району Житомирської області. 11 серпня 1954 року, внаслідок об'єднання сільських рад, підпорядкований Давидківській (згодом — Радчанська) сільській раді Народицького району. 30 грудня 1962 року, в складі сільської ради, передане до Овруцького району, 8 грудня 1966 року повернуте до складу відновленого Народицького району Житомирської області. За довідником адмінустрою 1972 року — село Вільхова.
23 липня 1991 року, відповідно до постанови Кабінету Міністрів Української РСР № 106 «Про організацію виконання постанов Верховної Ради Української РСР…», село віднесене до зони гарантованого добровільного відселення (третя зона) внаслідок аварії на Чорнобильській АЕС.
6 серпня 2015 року включене до складу новоутвореної Народицької селищної територіальної громади Народицького району Житомирської області. Від 19 липня 2020 року, разом з громадою, в складі новоутвореного Коростенського району Житомирської області.
24 лютого 2022 року село було окуповане російськими військами й звільнено у березні того ж року.